# Marcus Foligno
Pour les articles homonymes, voir Foligno (homonymie).
Marcus Foligno (né le 11 août 1991 à Buffalo en New York) est un joueur professionnel de hockey sur glace binational canadien et américain.

## Biographie

### Carrière en club
Il débute dans la LHO avec les Wolves de Sudbury en 2007. Il est choisi au cours repêchage d'entrée dans la LNH 2009 par les Sabres de Buffalo au 104e rang au total. Il a atteint des 200 matchs dans la LHO en 2010.
Il devient professionnel en 2011-2012 lorsqu'il joua dans la Ligue américaine de hockey pour les Americans de Rochester, club-école des Sabres.
Le 20 décembre 2011, il fait ses débuts dans la LNH face aux Sénateurs d'Ottawa, équipe où son frère Nick évolue. Le 10 mars 2012, encore une fois contre les Sénateurs, il marque son premier but dans la LNH face à Benjamin Bishop.
Le 30 juin 2017, il est échangé au Wild du Minnesota avec Tyler Ennis et un choix de 3e tour pour le repêchage d'entrée de 2018 en retour de Marco Scandella, Jason Pominville et d'un choix de 4e tour de 2018.

### En équipe nationale
Il représente le Canada en sélections jeunes.

## Parenté dans le sport
- Frère de Nick Foligno
- Fils de Mike Foligno

## Statistiques

### En club
| Saison     | Équipe                 | Ligue      |     | Saison régulière | Saison régulière | Saison régulière | Saison régulière | Saison régulière |   | Séries éliminatoires | Séries éliminatoires | Séries éliminatoires | Séries éliminatoires | Séries éliminatoires |
| Saison     | Équipe                 | Ligue      | PJ  | B                | A                | Pts              | Pun              | PJ               | B | A                    | Pts                  | Pun                  |                      |                      |
| 2007-2008  | Wolves de Sudbury      | LHO        | 66  | 5                | 6                | 11               | 38               | -                | - | -                    | -                    | -                    |                      |                      |
| 2008-2009  | Wolves de Sudbury      | LHO        | 65  | 12               | 18               | 30               | 96               | 6                | 1 | 2                    | 3                    | 9                    |                      |                      |
| 2009-2010  | Wolves de Sudbury      | LHO        | 67  | 14               | 25               | 39               | 156              | 4                | 1 | 2                    | 3                    | 6                    |                      |                      |
| 2010-2011  | Wolves de Sudbury      | LHO        | 47  | 23               | 36               | 59               | 92               | 8                | 2 | 1                    | 3                    | 24                   |                      |                      |
| 2011-2012  | Americans de Rochester | LAH        | 60  | 16               | 23               | 39               | 78               | 3                | 2 | 1                    | 3                    | 4                    |                      |                      |
| 2011-2012  | Sabres de Buffalo      | LNH        | 14  | 6                | 7                | 13               | 9                | -                | - | -                    | -                    | -                    |                      |                      |
| 2012-2013  | Americans de Rochester | LAH        | 33  | 10               | 17               | 27               | 38               | -                | - | -                    | -                    | -                    |                      |                      |
| 2012-2013  | Sabres de Buffalo      | LNH        | 47  | 5                | 13               | 18               | 41               | -                | - | -                    | -                    | -                    |                      |                      |
| 2013-2014  | Sabres de Buffalo      | LNH        | 74  | 7                | 12               | 19               | 82               | -                | - | -                    | -                    | -                    |                      |                      |
| 2014-2015  | Sabres de Buffalo      | LNH        | 57  | 8                | 12               | 20               | 50               | -                | - | -                    | -                    | -                    |                      |                      |
| 2015-2016  | Sabres de Buffalo      | LNH        | 75  | 10               | 13               | 23               | 79               | -                | - | -                    | -                    | -                    |                      |                      |
| 2016-2017  | Sabres de Buffalo      | LNH        | 80  | 13               | 10               | 23               | 73               | -                | - | -                    | -                    | -                    |                      |                      |
| 2017-2018  | Wild du Minnesota      | LNH        | 77  | 8                | 15               | 23               | 72               | 5                | 1 | 0                    | 1                    | 16                   |                      |                      |
| 2018-2019  | Wild du Minnesota      | LNH        | 82  | 7                | 12               | 19               | 55               | -                | - | -                    | -                    | -                    |                      |                      |
| 2019-2020  | Wild du Minnesota      | LNH        | 59  | 11               | 14               | 25               | 30               | 4                | 0 | 1                    | 1                    | 5                    |                      |                      |
| 2020-2021  | Wild du Minnesota      | LNH        | 39  | 11               | 15               | 26               | 49               | 7                | 0 | 2                    | 2                    | 0                    |                      |                      |
| 2021-2022  | Wild du Minnesota      | LNH        | 74  | 23               | 19               | 42               | 112              | 6                | 0 | 2                    | 2                    | 14                   |                      |                      |
| 2022-2023  | Wild du Minnesota      | LNH        | 65  | 7                | 14               | 21               | 97               | 6                | 1 | 0                    | 1                    | 35                   |                      |                      |
| 2023-2024  | Wild du Minnesota      | LNH        | 55  | 10               | 12               | 22               | 59               | -                | - | -                    | -                    | -                    |                      |                      |
| Totaux LNH | Totaux LNH             | Totaux LNH | 798 | 126              | 168              | 294              | 808              | 28               | 2 | 5                    | 7                    | 70                   |                      |                      |

### En équipe nationale
| Année | Équipe          | Compétition                 |   | PJ | B | A | Pts | Pun | +/-               |  | Résultat |
| 2011  | Canada - 20 ans | Championnat du monde junior | 7 | 2  | 2 | 4 | 2   | +2  | Médaille d'argent |  |          |